# Hafenbahnhof Hamburg Süd

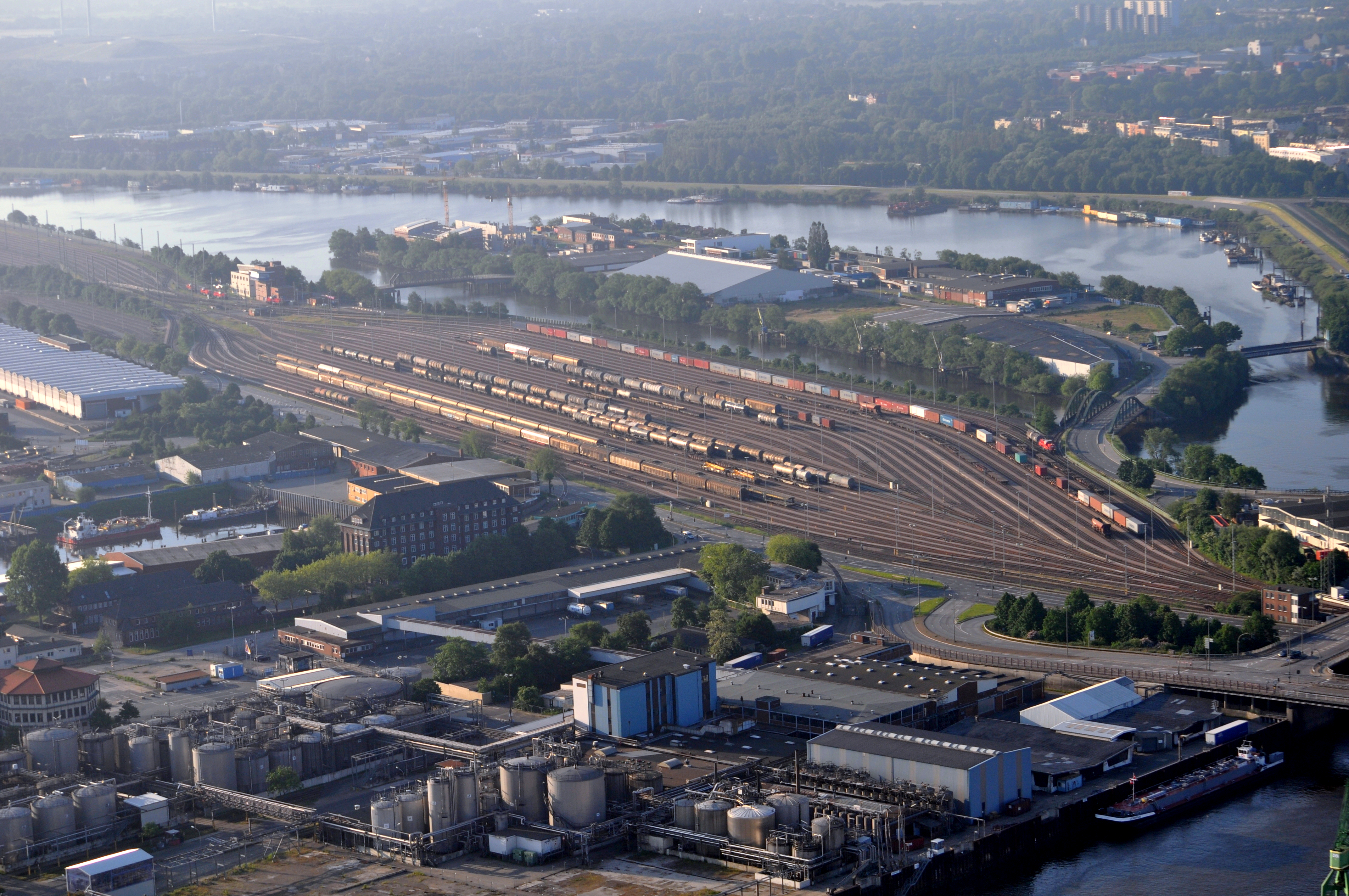
Luftbild des Hafenbahnhofs, westlicher Teil; Blickrichtung Südost

Große Teile des Stadtteils Kleiner Grasbrook werden von dem Hafenbahnhof Hamburg Süd eingenommen

Der Hafenbahnhof Hamburg Süd wurde 1893 als Hafenbahnhof Hamburg Niedernfelde eröffnet. Im Stadtteil Kleiner Grasbrook gelegen, ist er einer der wichtigsten Rangierbahnhöfe der Hamburger Hafenbahn.

## Geschichte
Das Jahr 1893 gilt als Geburtsstunde des Hafenbahnhofs Niedernfelde. In diesem Jahr wurde eine direkte Verbindungskurve zum Rangierbahnhof Wilhelmsburg an der Strecke Hamburg–Harburg eröffnet. Anschlussgleise zur Erschließung von Hafenbecken in diesem Teil des Hamburger Hafens waren seit 1880 angelegt worden; 1886 wurden auf dem späteren Bahnhofsgelände südlich des Veddeler Damms Sammelgleise angelegt, die der Sortierung von Güterwagen dienten.
Ab 1893 wurde der Hafenbahnhof Niedernfelde schrittweise ausgebaut. So wurde beispielsweise durch die Verlegung von Übergabegleisen von Veddel nach Niedernfelde in Veddel der Platz für den viergleisigen Ausbau der Strecke Hamburg–Harburg frei. Zwischen 1902 und 1909 wurden die Hafenanlagen zwischen Köhlbrand und Reiherstieg ausgebaut. Dem steigenden Verkehrsaufkommen wurde durch den Bau zusätzlicher Bahnhofsgleise Rechnung getragen, ehe der Hafenbahnhof vor dem Ersten Weltkrieg an seine Kapazitätsgrenzen stieß: An seiner Lage zwischen der Straße Veddeler Damm und den Wasserwegen Reiherstieg, Veddelkanal, Spreehafen und Saalehafen standen keine Erweiterungsflächen mehr zur Verfügung.
Zwischen 1914 und 1920 wurde der inzwischen in Hamburg Süd umbenannte Bahnhof komplett umgebaut. Die Baumaßnahme wurde einerseits durch die Einschränkungen der Kriegsjahre erschwert, andererseits durch den kriegsbedingt geringeren Umschlag im Hafen erleichtert. Es entstand ein zweiseitiger Rangierbahnhof mit fünf Stellwerken und einem Eingangssystem, in dem zur Auflösung von Güterzügen aus dem Binnenland eine Einfahrgruppe mit sechs Gleisen und eine Richtungsgruppe mit 17 Gleisen zur Verfügung standen. In der Gegenrichtung diente das Ausgangssystem der Bildung von Zügen vom Hafen in das Binnenland; hier waren 20 Einfahrgleise, 14 Richtungsgleise sowie besondere Gleise zur Zollabfertigung von Güterwagen, die im Freihafen beladen worden waren, vorhanden. Der Hafenbahnhof lag bis zum 31. Dezember 2012, als die Freizone Hamburg (Freihafen) aufgelöst wurde, innerhalb des Freihafengeländes.
1929 wurden bis zu 2.400 Güterwagen pro Tag abgefertigt; bei einem Seegüterumschlag von 29,6 Millionen Tonnen im gesamten Hamburger Hafen betrug das Verkehrsaufkommen im Bahnhof Hamburg Süd 4 Millionen Tonnen. Pläne zum weiteren Ausbau wurden nur zum Teil verwirklicht; so war in den 1920er Jahren der Hamburg Süd nachgeordnete Bezirksbahnhof Roß entstanden; heute an der östlichen Rampe der Köhlbrandbrücke gelegen.
Im Zweiten Weltkrieg wurde der Rangierbahnhof durch Luftangriffe fast vollständig zerstört. Beim Wiederaufbau nach Kriegsende wurden die Gleisanlagen den veränderten Verkehrsbedürfnissen angepasst. Ab 1953 entstanden weitere Bezirksbahnhöfe zur Feinverteilung der Güterwagen auf die Kaianlagen; der Rangierbahnhof wurde nun als Haupthafenbahnhof Hamburg Süd bezeichnet. 1956 war mit einem Verkehrsaufkommen von 4 Millionen Tonnen wieder der Stand von 1929 erreicht. Ende der 1960er Jahre war Hamburg Süd der wichtigste Hafenbahnhof in Hamburg; über ihn liefen 40 % aller Eisenbahnfrachten des Hafens.
Bei der Sturmflut von 1962 diente Hamburg Süd zusammen mit dem Bahnhof Hamburg Hohe Schaar für gut eine Woche der Umfahrung der überfluteten Elbinsel Wilhelmsburg. Bis zu 75 Reise- und Güterzüge pro Tag verkehrten auf den Gleisen der Hafenbahn, die die einzige befahrbare Verbindung zwischen Hamburg Hauptbahnhof und Harburg war. Bei der Sturmflut von 1976 wurde das Bahnhofsgelände überflutet; eine zwischen 1984 und 1986 erfolgte Einpolderung soll dem Schutz vor weiteren Überflutungen dienen.

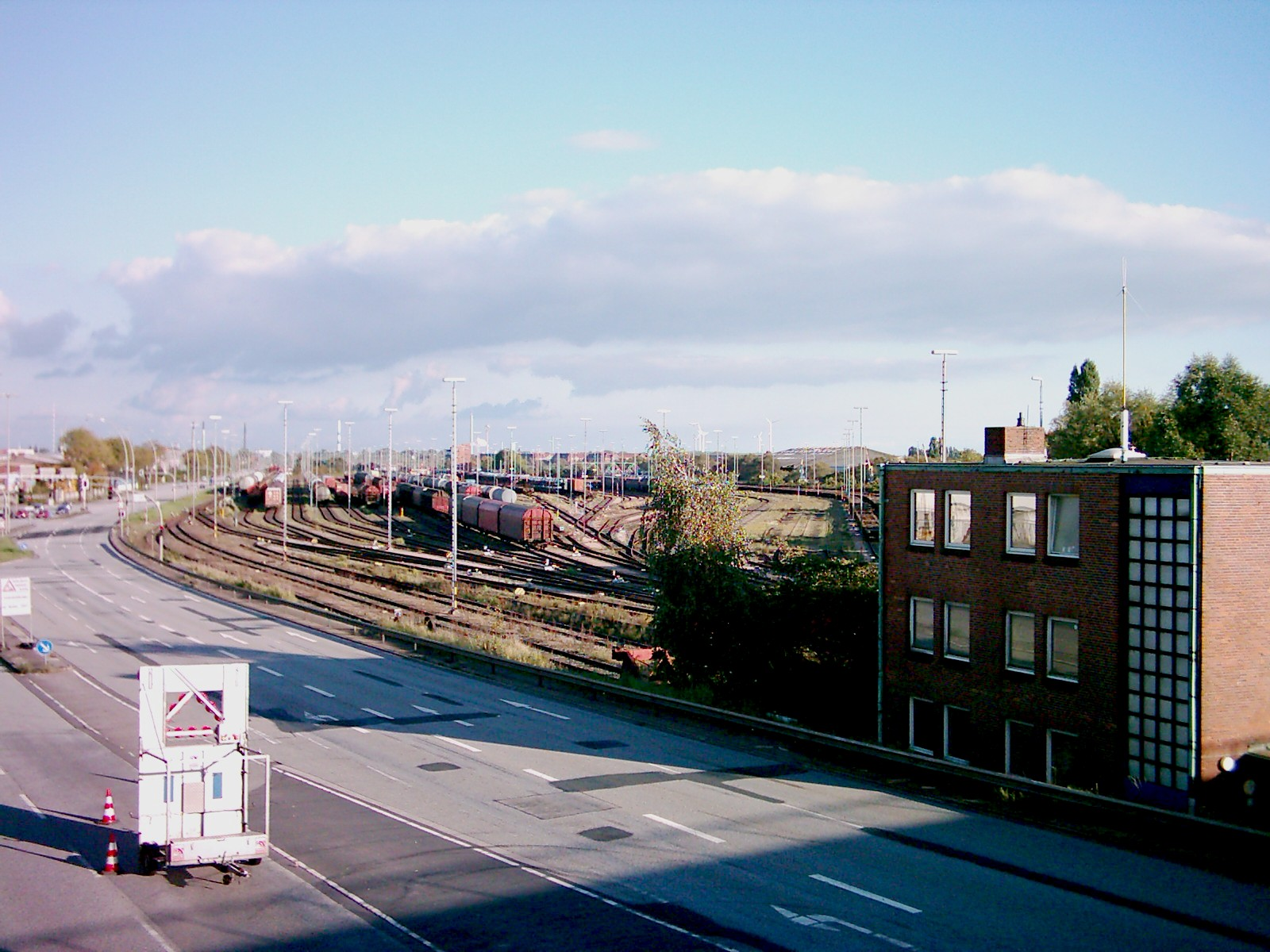
Hafenbahnhof Hamburg Süd, Blick nach Osten, links der Veddeler Damm

Ende der 1950er Jahre waren Vorkriegspläne zum Umbau des Bahnhofs in einen einseitigen Rangierbahnhof wieder aufgegriffen worden. Der Umbau erfolgte unter laufendem Betrieb in zahlreichen Bauphasen zwischen 1960 und 1970. Dabei wurden bei Gesamtkosten von 30 Millionen DM auch die Stellwerke modernisiert sowie Teile des Bahnhofs elektrifiziert. Nach dem Umbau waren im Bahnhof 41 Kilometer Gleis und 201 Weichen vorhanden, die durchschnittliche Kapazität stieg von 1.800 auf 2.400 Wagen pro Tag. In der ersten Hälfte der 1970er Jahre waren an den Bahnhof 97 Gleisanschlüsse sowie acht nachgeordnete Bezirksbahnhöfe angeschlossen, an Werktagen waren zwischen 13 und 14 Rangierlokomotiven im Einsatz. Ab Ende der 1960er Jahre diente der Bahnhof auch dem Containerverkehr, in der Gegenwart insbesondere zum Containerterminal Tollerort.
In den 1990er Jahren wurden mehrere, Hamburg Süd nachgeordnete Bezirksbahnhöfe stillgelegt. Dies geschah in Folge der Umstrukturierungen im Hafen und der Zuschüttung einiger Hafenbecken. Nach der Inbetriebnahme des Bahnhofs Alte Süderelbe wurden einige Dienststellen der Hafenbahn von Hamburg Süd in den neuen Bahnhof verlegt. Zum 10. Juni 2001 wurde Hamburg Süd organisatorisch mit dem Bahnhof Hohe Schaar zum Bahnhof Hamburg Hafen Ost zusammengelegt. Heute bildet er einen Bahnhofsteil im Bahnhof Hamburg Hafen, dem die gesamte Hamburger Hafenbahn angehört. Die Bildung von Ganzzügen ist in Hohe Schaar konzentriert, während Hamburg Süd für die Abfertigung von Einzelwagen und Wagengruppen zuständig ist.
Im März 2023 sowie erneut im März 2024 diente der Hafenbahnhof Hamburg Süd aufgrund von Bauarbeiten auf der Hamburg-Altonaer Verbindungsbahn und bei zugleich fehlenden freien Trassen auf der eingleisigen Hamburger Güterumgehungsbahn zum Wenden sowie als Abstellanlage für bereits im Bahnhof Hamburg-Harburg vorzeitig endende ICE-Züge.